# ヴィンセント・バック
ヴィンセント・バック（Vincent Bach、1890年3月24日 - 1976年1月8日）は、バーデン・バイ・ウィーン生まれの音楽家、楽器製作者であり、ヴィンセント・バック・コーポレーションの創業者である。

## 改名以前

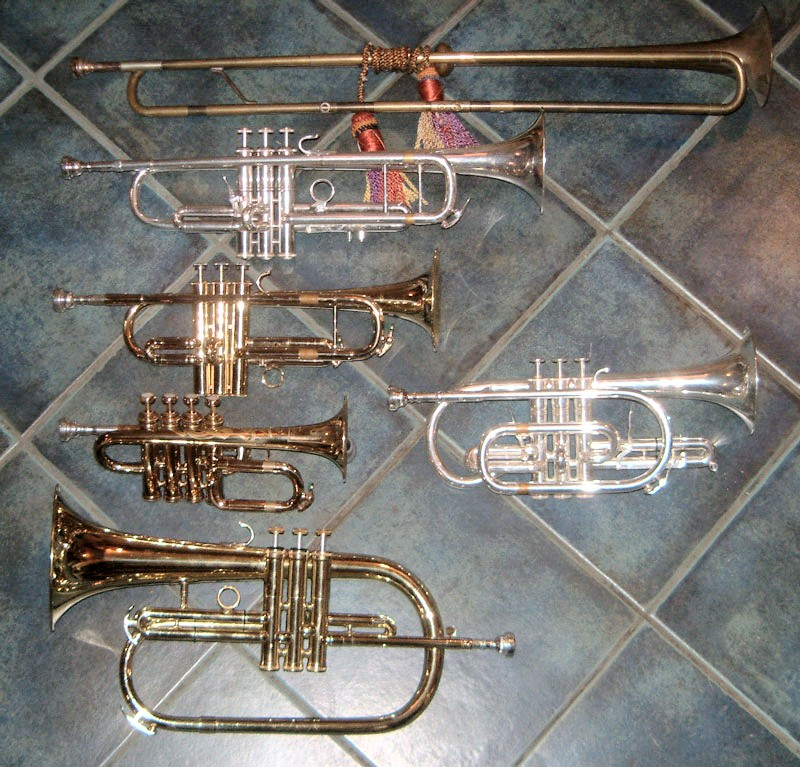
金管楽器

ヴィンセント・バックはオーストリア＝ハンガリー帝国首都・ウィーン近郊のバーデン・バイ・ウィーンでフィンツェント・シュローテンバッハ（Vincent Schrotenbach ）として生まれた。シュローテンバッハはバイオリンとビューグルの訓練を受け、12歳の時にトランペットに転向した。15歳の時、最初の楽器としてロータリーバルブ式トランペットを購入した。音楽家となることを切望したが、音楽家としてのキャリアは家族による支持を受けられなかった。
20歳で機械工学学校（Maschinenbauschule）で工学の学位を得て卒業した。その後の兵役義務の間、バックはオーストリア＝ハンガリー帝国海軍で軍務に就いた。その後エレベーター係としての期間を経て、2度目の徴兵を受けてオーストリア海兵隊バンドで軍隊音楽家としての軍務に就いた。
軍隊経験はバックに家族の望みに反して音楽家としてのキャリアを追求する気を起こさせた。フィンツェント・シュローテンバッハはアレキサンダーのコルネットで欧州を演奏して周ったが、1914年にイングランド滞在時に第一次世界大戦の政治に巻き込まれ、敵国人として監禁を逃がれる必要がでた。彼は名前をヴィンセント・バックに改名し、アメリカ合衆国へと逃亡した。

## 改名以後
ベッソンの楽器と共にアメリカに到着すると、バックはボストン交響楽団の指揮者であったカール・ムックに手紙を書き、採用してもらった。ボストンの同僚トランペット奏者グスタフ・ハイムを通して、バックはフランク・ホルトン・カンパニーを知り、低ピッチモデルのホルトントランペットを演奏し始めた。1年後、バックはメトロポリタン・オペラの首席トランペット奏者として演奏していた。米国での最初の3年間で、バックは独奏曲の作曲、エジソン・レーベルでの録音、後の著作「The Art of Trumpet Playing」の多くの小冊子版の執筆、ホルトンの楽器の宣伝など多くの音楽分野の冒険的事業を進めた。
ピッツバーグでの演奏旅行の間、バックのマウスピースがこれを手直ししようとしたリペアマンによって破壊された。ニューヨークに戻ると、バックは金管マウスピースの実験を開始した。バックは第306野戦砲連隊バンドのバンドマスターとして軍務に就いた時にもより高品質の楽器の必要性を認識した。
ヴィンセント・バックが最後に奏者としての仕事についたのは、米国の市民権を得た1年後の1926年で、たった数カ月のうちに2つ以上のオーケストラのポジションを受けた。その他の公の場での演奏は、1927年から1929年の間に自身の楽器の販売促進のため、ラジオおよび録音でソリストとして演奏したのみである。

## 会社

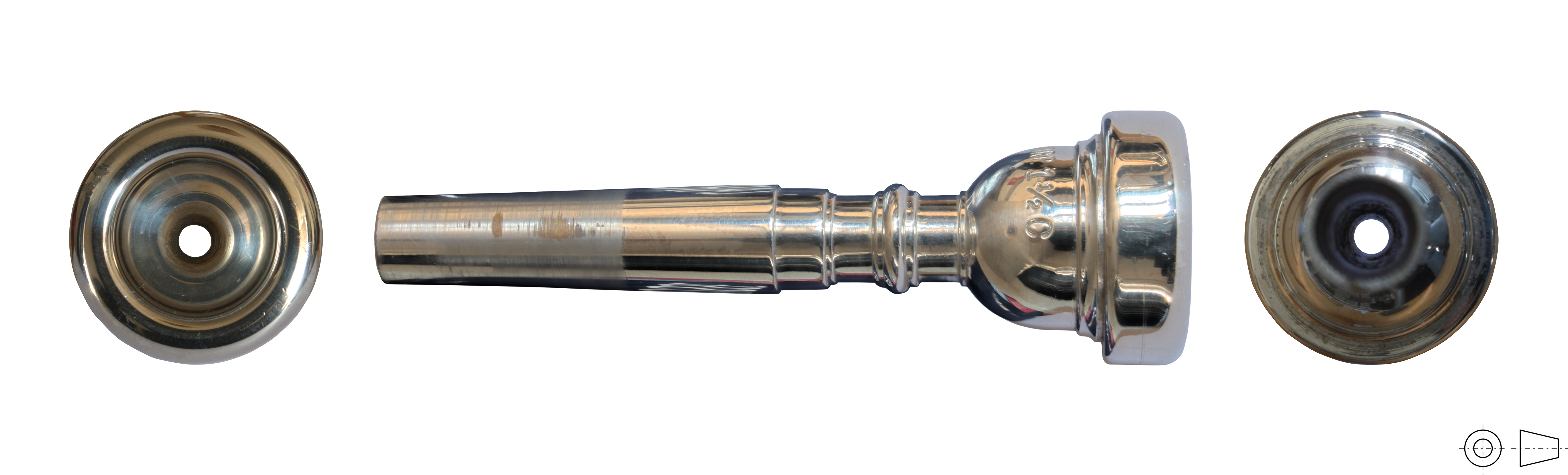
ヴィンセント・バック・トランペットのマウスピース

1918年に軍務を終えた後、ニューヨークのセルマーの楽器屋の後ろでマウスピース作りを始めたバックは、1924年に「ストラディヴァリウス（Stradivarius）」ブランドの下でトランペットとコルネットの生産へと事業を拡大した。1928年までに、ブロンクス工場へ場所を移し、トロンボーンを製品種目に加えた。会社は大恐慌を生き延び、1953年までにニューヨーク州マウントバーノンへ移転した。第二次世界大戦中にジョルジュ・マジェと協力して、バックは大口径C管トランペットを開発した。この楽器はアメリカのオーケストラのトランペット奏者のスタンダードとなった。1961年、71歳の時にバックは会社を（その他13の入札額のうちいくつかはより高かったにもかかわらず）コーン・セルマー社へ売却した。
バックの楽器はその品質のため高い評価を得て、広く使用されるようになった。バックのビューグルのうち2本はアメリカ合衆国大統領の葬儀において重要な位置を占めた。1本はジョン・F・ケネディ、ドワイト・アイゼンハワー、リンドン・ジョンソンの葬儀で使用され、現在はアーリントン国立墓地に展示されている。もう1本はロナルド・レーガンの葬儀で使用された。1週間にわたる検討の後、レーガン家、バックの甥の息子（ジョン・ヴィンセント・バック）、軍、ビューグル奏者は、演奏者が20年間使用してきた楽器を選択して、ケネディのビューグルを使用しないことを決定した。この楽器はその後ロナルド・レーガン記念図書館に収蔵された。

## 晩年
事業の売却後、ヴィンセント・バックは研究者としての立場にとどまり続け、少なくとも1974年まで働き続けた。バックは1976年1月8日にニューヨークで死去した。バックはニューヨーク州ヴァルハラにあるケンシコ墓地に埋葬された。